# Dian Fossey
Dian Fossey (Kalifornia, San Francisco, 1932. január 16. – Ruanda, Virunga-hegység, 1985. december 26.) amerikai etológus. Fossey 18 éven keresztül tanulmányozta a gorillák viselkedését. Munkáját, melyet az ismert paleontológus, Louis Leakey biztatására kezdett el, a ruandai hegyi erdőkben végezte a hegyi gorillák között.
Munkája sokban hasonlít Jane Goodallnak a csimpánzok és Birutė Galdikasnak az orángutánok körében végzett kutatásaihoz.

## Tanulmányai
Dian, mostohaapja tanácsa ellenére, aki azt akarta, hogy üzleti pályát válasszon, a San Franciscó-i Lowell Gimnázium elvégzése után a davisi Kaliforniai Egyetemen kezdett biológiai, állatorvosi tanulmányokba. Egyetemi évei alatt áruházi eladóként, laboratóriumi dolgozóként és gyári munkásként tartotta el magát. Miután nehézségei támadtak a kémia és a fizika tanulásával, a San José Állami Egyetemre ment át foglalkozásterápiát tanulni. Diplomáját 1954-ben szerezte meg.
Az egyetem elvégzése után, fő szaktárgyának megfelelően foglalkozásterápiai területen kezdett dolgozni. A Kentucky állambeli Louisville Kosair gyermekkórházában lett a foglalkozásterápiai osztály igazgatója. Ebben az időszakban vett részt Louis Leakey előadásán is. Ezt követően szerezte meg PhD fokozatát a Cambridge-i Egyetemen „A hegyi gorillák viselkedése” című, 1976-ban írt szakdolgozatával. 1981 és 1983 között professzorként a New York állambeli Ithaca város Cornell Egyetemén adott elő.

### Érdeklődése Afrika iránt

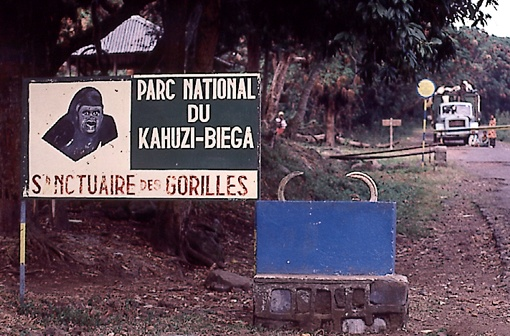
A Kahuzi-Biéga park bejárata

Egy barátnőjének afrikai beszámolója és fényképei felkeltették a fekete kontinens iránti érdeklődését. 1963-ban kölcsönt vett fel, és útnak eredt Afrikába. A tanzániai Olduvai-szurdoknál találkozott Dr. Louis Leakeyvel és feleségével, akik a környéken őskori emberi maradványok után kutattak. Leakey beszélt először Diannek Jane Goodall munkájáról és az emberszabású majmok hosszú távú kutatásának fontosságáról, melynek úttörője George Schaller volt. Dian innen Ugandába utazott, ahol először pillantotta meg a hegyi gorillákat.
1966-ra Fossey megszerezte Dr. Leakey támogatását, és rajta keresztül a hegyi gorillák hosszú távú kutatásához szükséges forrásokat. Terepen folytatott megfigyeléseit a Kongói Demokratikus Köztársaságban (akkori nevén Zaire), a Kahuzi-Biéga Nemzeti Parkban fekvő Kabarában kezdte, de 1967-re a politikai bizonytalanság hatására kutatásait át kellett helyeznie Ruandába.

## A Karisoke Kutatóállomás
1967-ben a ruandai Ruhengeri tartományban, a Virunga-hegység egy eldugott, esőerdő borította zugában létrehozta a Karisoke Kutatóállomást. Amikor 1970 januárjában a Bob Campbell által készített fotója megjelent a National Geographic Magazine címlapján, Fossey egy csapásra világhírű lett. Ismertsége nagy nyilvánosságot hozott a végveszélyben lévő hegyi gorillák megmentése ügyének, valamint annak, hogy meggyőzze a nyilvánosságot arról, hogy a gorillák nem olyan veszélyes teremtmények, mint ahogy azt a filmek és könyvek lefestik. A fényképek, melyeken a Peanuts nevű gorilla megérinti Fossey kezét, az ember és a vad gorillák közti első békés kapcsolatot örökítik meg. Az állatokkal való rendkívüli kapcsolata, valamint foglalkozásterápiai szakmai háttere megszüntette az agresszív vadállat hollywoodi King Kong- mítoszát.
Fossey erősen támogatta az „aktív természetvédelmet” – például az orvvadászok elleni fellépést és a természetes élőhely megőrzését – az „elméleti természetvédelemmel” szemben, mely a turizmus elősegítését is tartalmazta. Ellenezte az állatkerteket is, mivel az egyes állatok befogása gyakran a csapat vagy család más tagjainak megölését is eredményezte. Nagyon sok állat nem élte túl a szállítást, az állatkertekben a szaporodási és a túlélési arány gyakorta alacsonyabb volt a természetben megfigyeltnél. 1978-ban, egy alkalommal Fossey megpróbálta megakadályozni két fiatal gorilla, Coco és Pucker elszállítását Ruandából a Kölni Állatkertbe. Úgy értesült ugyanis, hogy elfogásukkor 20 felnőtt gorillát öltek meg. Archiválva 2007. október 14-i dátummal a Wayback Machine-ben A két fogoly gorillát elfogóik Fossey gondjaira bízták, hogy elfogásukkor szerzett sérüléseiket kezelje. Nagy nehézségek árán sikerült viszonylag jó egészségi állapotra hoznia őket. Ezután Kölnbe szállították a gorillákat, ahol kilenc évig éltek fogságban, majd mindketten, ugyanabban a hónapban elpusztultak. Fossey véleménye szerint az állatoknak emberek szórakoztatása céljából történő, „börtönben” (állatkertben) tartása etikátlan.
Fosseynak köszönhető, hogy az Európai Közösség felülvizsgálta egy tervét, mely a gorillák természetes élőhelyének egy részét mezőgazdasági területekké alakította volna át, melyeken pyrethrum növényeket termesztették volna. Erőfeszítéseinek eredményeképpen a park tervezett határait a 3000 m-es magasságról a 2500 m-es magasságra vitték le.
Amikor 1978-ban az orvvadászok kedvenc gorilláját, Digitet 20 dollárért lefejezték, létrehozta a Digit alapítványt, melynek célja források előteremtése volt az orvvadászok elleni őrjáratok megszervezésére.
Fosseynak a Gorillák a ködben című könyvét nagyra értékelte Nikolaas Tinbergen holland etológus és ornitológus, 1973-as orvosi Nobel-díjas. Könyve a gorillákról írt, minden idők legnagyobb példányszámú könyve.

## Halála
Fossey-t 1985. december 26-án faházának hálószobájában brutálisan meggyilkolták. Koponyáját egy – a hálószobájával szomszédos nappali falát díszítő, orvvadászok által rendszeresen használt – pangával (machete) hasították ketté. Fossey-t ágya mellett, a faházban frissen ásott gödörtől 2 m-re találták meg. A seb jellege ellenére viszonylag kevés vér volt a faházban, mely arra utalhat, hogy halála már a fején ejtett seb előtt bekövetkezett, mivel a fejsebek általában erősen véreznek.
Farley Mowat Fosseyról írt, Asszony a ködben című életrajzában azt állítja, hogy nagyon valószínűtlen, hogy gyilkosai orvvadászok voltak. Mowat úgy véli, hogy azok ölték meg, akik akadálynak tekintették őt a gorillák turisztikai kihasználásának útjában. Az életrajz szerint, mely Fossey magánlevelei közül is sokat bemutat, az orvvadászok inkább az erdőben ölték volna meg, ahol számukra kisebb lett volna a kockázat.
Fossey halálának éjszakáján a hálószoba fémborításának egy darabját elmozdították azon az egyetlen helyen, ahol nem állt bútor, mindez alátámasztja azt az elképzelést, hogy a gyilkosságot olyan valaki követte el, aki ismerte a faházat és Fossey napi ténykedését. A fémborítást, mely éjszakára általában zárva volt, a gyilkosság után is eltávolíthatták, azért, hogy úgy tűnjön, a gyilkosságot orvvadászok követték el. Mowat szerint azonban valószínűtlen, hogy egy idegen gödröt ásva hatol be a házba, majd átmegy a nappaliba a pangáért, miközben Fosseynek elegendő ideje lett volna elmenekülni. A házban nagy rendetlenséget találtak, a bútorokat elmozdították helyükről. Fossey mellett megtalálták fegyverét, de a mellette talált lőszer más típusú fegyverbe való volt. Fossey összes értéke – több ezer dollár, utazási csekkek, a fényképező-felszerelés – mind érintetlen maradt, miközben egy szegény orvvadász valószínűleg magával vitte volna őket.
Fossey halála után a tábor egész személyzetét, Rwelekannával, az általa néhány hónappal korábban elbocsátott nyomkeresővel együtt letartóztatták. Rwelekana kivételével, akit később cellájában holtan találtak, mivel állítólag felakasztotta magát, mindenkit szabadon engedtek. Mowat úgy véli, hogy Fossey-t egy afrikai ölte meg, akit a nő beengedett a házába. Mowat szerint az afrikai ember olyanok számára dolgozott, akik Fossey-t el akarták távolítani, hogy a gorillákat turistalátványosságként mutogathassák.
Linda Melvern Conspiracy to Murder című könyvében azt írja, hogy Protais Zigiranyirazo, Ruhengeri tartomány prefektusa, állatkereskedő és Ruanda korábbi elnökének sógora szintén érintett lehet a gyilkosságban. Nick Gordon szerint, aki Fossey haláláról írt könyvet, egy másik ok, amiért megölhették az, hogy Fossey túl sokat tudott Ruanda vezető elitjének illegális állatkereskedelmi ügyeiről. Protais Zigiranyirazonak erős anyagi érdeke fűződött a gorilla-turizmushoz.
Ellenlábasai hóbortos és megszállott nőként jellemezték, számos történet keringett róla. Levelei szerint azáltal, hogy ingatag személyiségnek próbálták beállítani, a Ruandai Idegenforgalmi Hivatal (ORTPN), a Természetvédelmi Világalap (WWF), az Afrikai Természetvédelmi Alap (AWF), az Állatvédelmi Szövetség (FPS), a Hegyi Gorilla Projekt, valamint néhány korábbi diákja megpróbálta elragadni kezéből a Karisoke Kutatóközpont irányítását, hogy az idegenforgalmat fellendítsék. Állítása szerint élete utolsó két évében egyetlen gorilla sem esett az orvvadászok áldozatául. Ugyanakkor a Hegyi Gorilla Projekt, melynek a Sabyinyo-hegy ellenőrzése lett volna a feladata, megpróbálta leplezni az orvvadászat és a turisták által behurcolt betegségek okozta haláleseteket. Mindamellett ezek a szervezetek jutottak a legtöbb adományhoz. A nyilvánosság azt hitte, hogy adományai Fosseyhoz jutnak el, aki erejét megfeszítve próbálta finanszírozni az orvvadászok elleni járőrszolgálatot, miközben egyes szervezetek az ő nevében gyűjtött adományokat költséges turisztikai célokra fordították, ahogy Fossey fogalmazott: „azoknak az úgynevezett természetvédőknek a repülőjegyét veszik meg, akik soha életükben nem fognak orvvadászok elleni őrjáratban részt venni".
Számos, Fosseyval korábban szemben álló szervezet - köztük a Ruandai idegenforgalmi Hivatal (ORTPN) és más természetvédelmi szervezetek – korábban is használta és jelenleg is használja nevét saját maga pénzügyi gyarapodására. Hetekkel halála előtt az ORTPN elutasította vízumának meghosszabbítását. Ennek ellenére sikerült egy jóindulatú bevándorlási államtitkár segítségével speciális, kétéves vízumot szereznie. Mowat úgy véli, hogy vízumának meghosszabbítása volt a tényleges halálos ítélete.
Néhány hónappal halála előtt egy 1 millió dolláros szerződést kötött a Universal Studios filmstúdióval a Gorillák a ködben című könyve alapján készülő filmre. Az a lehetőség, hogy ezáltal munkája finanszírozása a távoli jövőbe nyúlóan megoldódik, szintén hozzájárulhatott halálához. Fossey végrendelete szerint összes pénze, beleértve a filmért kapott jövedelmét is, a Digit Alapítványt illeti. Anyja, Kitty Price azonban megtámadta a végrendeletet és keresetét meg is nyerte. Az ORTPN igazgatója, Habirameye, aki elutasította Fossey legutolsó vízumigényét, ragaszkodott hozzá, hogy a film a lehető legkevesebbet mutasson be halálának helyszínéből.
Dian Fossey-t a ruandai Karisoke Kutatóközpont területén temették el, azon a helyen, melyet ő maga alakított ki elpusztult gorilla barátainak sírhelyéül. A gorillatemetőben Digit, az 1978-ban megölt hím gorilla mellett helyezték örök nyugalomra.

## Öröksége
Halála után az Amerikai Egyesült Államokban bejegyzett Digit Alapítvány új neve Dian Fossey Nemzetközi Gorilla Alapítvány lett. Egyesült Királyságbeli alapítványát, melyet az Állatvédelmi Szövetség (FPS) korábban megszerzett tőle, szintén átnevezték "Dian Fossey Gorilla Alapítvány, UK" (DFGF-UK) névre. Ő maga soha nem részesült azokból a forrásokból, melyeket az FPS az ő nevében gyűjtött; és bár egyes, az FPS-hez köthető természetvédők el akarták távolítani Ruandából, az FPS és a DFDG-UK (melyet 2006 óta Gorilla Szervezetnek neveznek) ma is az ő nevét használja fel pénzügyi céljai elérése érdekében (beleértve a Fossey által hevesen ellenzett turizmust, valamint a helyi politikusok támogatását is).
Dian Fossey egyik barátja, Shirley McGreal az Emberszabásúakat Védő Nemzetközi Szövetség keretein belül folytatja Fossey munkáját. A szövetség azon kevesek egyike, melyeket Fossey aktív természetvédőknek tartott.
"The Dark Romance" című könyvében H. Hayes megemlíti, hogy Dian Fossey halála után egyetlen orvvadász sem merészkedett be az erdőbe, abbeli félelmében, hogy gyanúsítottként letartóztatják, továbbá, hogy miután Fossey egyik tanítványát elítélték, az orvvadászat ismét hatalmas méretet öltött, kiirtva a környék még megmaradt elefántjait és leopárdjait.
Halálától az 1994-es ruandai népirtásig a Karisoke Kutatóközpontot vele szembehelyezkedő korábbi tanítványai vezették. A népirtás során a tábort teljesen kifosztották és tönkretették. Ma már csak egykori faházának maradványai láthatók, ahogy egykor emlékére múzeummá alakították. A polgárháború alatt a Virunga-hegység erdeit menekültek tömegei töltötték meg, az illegális fakitermelés hatalmas területeket tett kopárrá.

### A könyvekben
Mowat Virunga című könyve, melynek brit és Amerikai Egyesült Államokbeli kiadásait Asszony a ködben címmel jelentették meg, volt a Fosseyról írt első, könyvterjedelmű életrajzi mű. A könyv éles meglátásai a film drámai valamint kitalált jeleneteinek jó ellenpontját jelentik. A könyv Fossey számos levelét és naplórészletét is bemutatja.
2005-ben új könyv jelent meg Camilla de la Bedoyere tollából, „Senki sem szerette jobban a gorillákat” (No One Loved Gorillas More) címmel. A könyv először mutatja be Fossey történetét családjához és barátaihoz írt levelei alapján. A könyv halálának 20. évfordulójára jelent meg, Bob Campbell számos, még közzé nem tett fotójával.
2006-ban jelent meg a tényfeltáró újságíró, Georgianne Nienaber könyve, „Gorilla álmok: Dian Fossey öröksége” címmel (Gorilla Dreams: The Legacy of Dian Fossey). Bár Fossey halálának körülményei hivatalosan nem ismertek, az utóbbi időben nyilvánosságra került dokumentumok, valamint tanúvallomások alapján új gyanúsítottak neve, új indítékok és lehetőségek merültek fel.
Harold Hayes Dark Romance of Dian Fossey című könyve 1989-ben jelent meg. A könyv Dian Fossey történetét hasonlítja össze Fossey szemszögéből és mások szemszögéből.

### A filmben
A Fossey által 1985-ben írt Gorillák a ködben című könyv megfilmesítési jogait a Universal Studios vette meg, a Warner Bros. stúdió pedig a Hayes által írt mű megfilmesítési jogát. A két stúdió közt ezt követően létrejött jogi csata eredményeképpen koprodukciós megállapodás született. A könyv bizonyos részei valamint a Hayes cikk adta az 1988-ban bemutatott Gorillák a ködben című film alapját. A film főszereplője Sigourney Weaver volt. Maga a könyv nagy részletességgel ír Fossey tudományos munkásságáról és kihagyja magánéletének részleteit, például Bob Campbell fényképésszel folytatott viszonyát. Ez a szerelmi viszony a filmben a történet fontos mellékszálaként jelenik meg (Bob Campbellt Bryan Brown alakítja). A film forgatása után Sigourney Weaver Dian Fossey Gorilla Alapítvány támogatójává vált, jelenleg az alapítvány tiszteletbeli elnöke.

## Művei
- Dian Fossey: Gorillas in the mist, Houghton Mifflin Company, 1983 (Gorillák a ködben)
- "An amiable giant: Fuertes's gorilla", Living Bird Quarterly 1(summer): 21-22, 1982 (Egy szeretetreméltó óriás, a Fuertes-gorilla)
- "Mountain gorilla research, 1974", Nat. Geogr. Soc. Res. Reps. 14: 243-258, 1982 (A hegyi gorillák kutatása)
- "The imperiled mountain gorilla", National Geographic 159: 501-523, 1981 (A veszélyeztetett hegyi gorilla)
- "Mountain gorilla research, 1971-1972", Nat. Geogr. Soc. Res. Reps. 1971 Projects, 12: 237-255, 1980 (A hegyi gorillák kutatása)
- "Development of the mountain gorilla (Gorilla gorilla beringei) through the first thirty-six months", in The Great Apes 139-186 (D.A. Hamburg & E.R. McCown eds., Benjamin-Cummings), 1979 (A hegyi gorilla – Gorilla gorilla beringei – fejlődése az első 36 hónapban)
- "Mountain gorilla research, 1969-1970", Nat. Geogr. Soc. Res. Reps. 1969 Projects, 11: 173-176, 1978 (A hegyi gorillák kutatása)
- "His name was Digit", Int. Primate Protection League (IPPL) 5(2): 1-7, 1978 (Digitnek hívták)
- The behaviour of the mountain gorilla, Ph.D. diss. Cambridge University, 1976 (A hegyi gorilla viselkedése)
- "Observations on the home range of one group of mountain gorillas (Gorilla gorilla beringei)", Anim. Behav. 22: 568-581, 1974 Megfigyelések a hegyi gorillák (Gorilla gorilla beringei) egy csoportjának elterjedési körzetében
- "Vocalizations of the mountain gorilla (Gorilla gorilla beringei)", Anim. Behav. 20: 36-53, 1972 (A hegyi gorillák hangadása)
- "Living with mountain gorillas", in The Marvels of Animal Behavior 208-229 (T.B. Allen ed., National Geographic Society), 1972 (Élet a hegyi gorillákkal)
- "More years with mountain gorillas", Nat. Geogr. 140: 574-585, 1971 (További évek a hegyi gorillákkal)
- "Making friends with mountain gorillas", Nat. Geogr. 137: 48-67, 1970 (Barátaim, a hegyi gorillák)
- D. Fossey & A.H. Harcourt: "Feeding ecology of free-ranging mountain gorilla (Gorilla gorilla beringei)", in Primate Ecology: Studies of Feeding and Ranging Behaviour in Lemurs, Monkeys and Apes 415-447 (T.H. Clutton-Brock ed., Academic Press), 1977 (A szabadon élő hegyi gorilla táplálkozásökológiája)

## Magyarul
- Dian Fossey: Gorillák a ködben; fotó Bob Campbell, ford. ifj. Vitray Tamás; Park, Bp., 1990
- Camilla de la Bédoyére: Dian Fossey harca a gorillákért; fotó Bob Campbell, ford. Gálvölgyi Judit; Geographia, Bp., 2005